# Temisó d'Erètria
Temisó (en llatí Themison, en grec antic Θεμίσων) fou tirà d'Erètria al segle IV aC.
L'any 366 aC va ajudar els exiliats d'Oropos a recuperar el poder a la seva ciutat. Els exiliats amb aquest suport van poder ocupar Oropos per sorpresa, però els atenencs els van atacar amb totes les seves forces, i com que ni els exiliats ni Temisó tenien prou força per resistir, van cridar en ajut a Tebes. Aquesta ciutat va rebre la possessió d'Oropos en dipòsit però més tard va refusar de retornar-la, segons diuen Diodor de Sicília i Xenofont.